# Torre dell'Orologio (Bassano in Teverina)

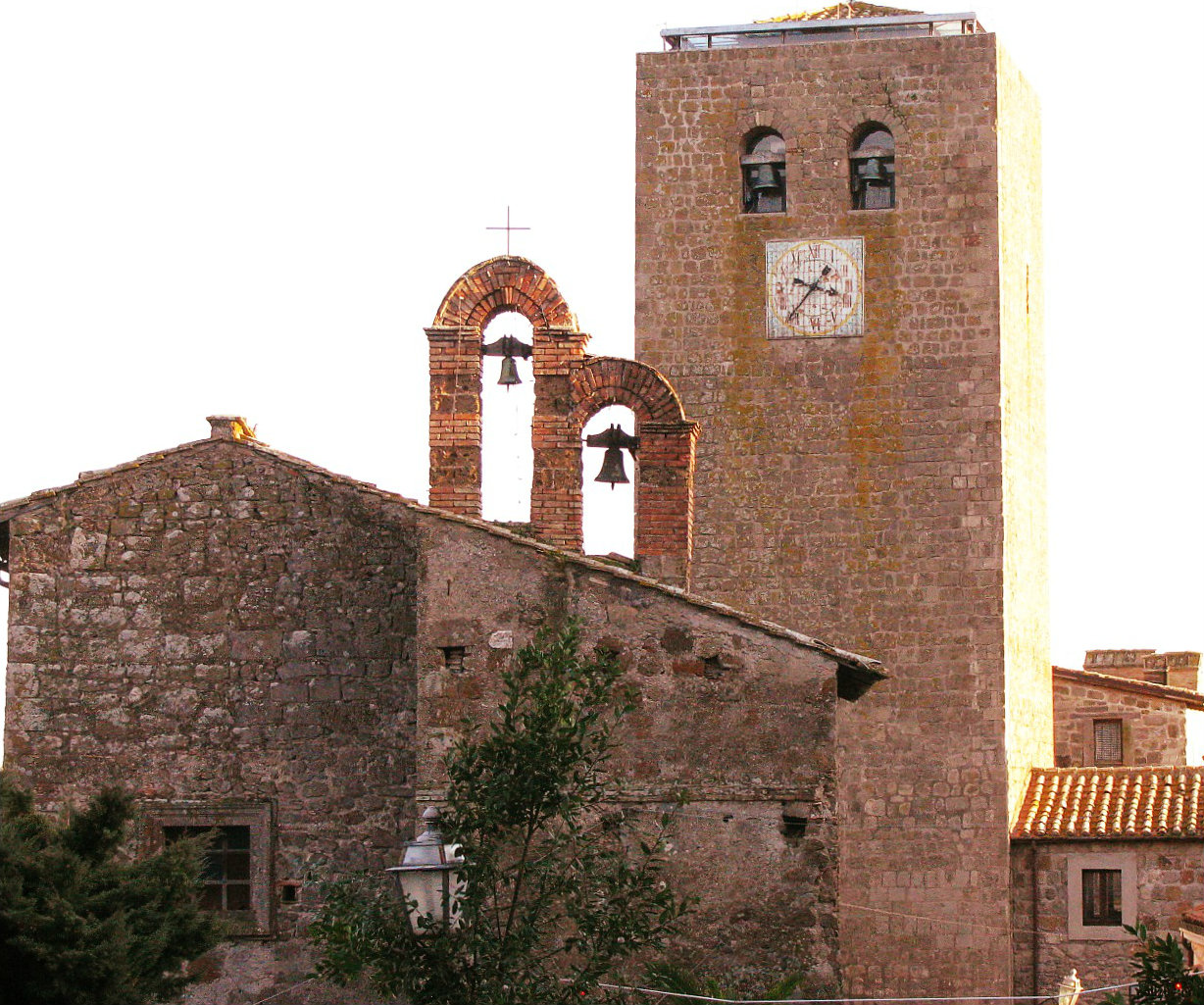
Torre dell'Orologio e chiesa di Santa Maria dei Lumi

La torre dell'Orologio di Bassano in Teverina è una costruzione rinascimentale realizzata con l'intento di fortificare l'antico campanile dell'adiacente chiesa di Santa Maria dei Lumi, inglobandolo nella torre stessa.

## Storia
Dai resoconti delle visite pastorali effettuate dalla diocesi di Orte, le visitationes, risulta che il campanile della chiesa di Santa Maria dei Lumi fu eretto tra il 1000 e il 1300 a circa 12 metri dalla facciata della chiesa, con l'intento di essere utilizzato anche come torre a carattere militare. Ben presto, però, questo rimase inutilizzato perché venne costruito un altro piccolo campanile sopra il tetto della chiesa (per rendere le corde delle campane più a portata di mano).
La torre venne costruita attorno a questo campanile tra il 1559 e il 1571 per volontà della famiglia Madruzzo (feudataria di Bassano in quel periodo), che volle munire il borgo di un sistema difensivo più efficace e di un simbolo di prestigio familiare.
Questa caratteristica del campanile nella torre era assolutamente sconosciuta fino agli anni Settanta del 1900, in quanto del campanile nascosto si era finito per ignorare l'esistenza. Fu nel corso dei lavori eseguiti per il consolidamento della torre che fu fatta la scoperta. Informata la Soprintendenza, venne elaborato un progetto mirante alla coesistenza delle due strutture, non abbattendo cioè la torre e permettendo comunque la visione del campanile interno, al quale fu addossato materiale di riempimento. Il restauro iniziò nel 1976 e terminò nel 1984, anno in cui furono pubblicati i risultati.
Diversi anni dopo, mentre un operaio procedeva sul selciato a qualche metro dalla torre, si vide sprofondare il piede in una buca. Esploratala, si è constatata l'esistenza di una cisterna che era stata ricoperta e di cui, come per il campanile, si ignorava l'esistenza.
Il pozzo ha una profondità di circa 10 metri (seppur non ancora scavato completamente) e un diametro di 2 m. È rivestito di mattoncini che in alto tendono a chiuderne la bocca. 
Tra il terriccio scavato si sono trovati cocci, pezzi di stoviglie, monete antiche ed altri oggetti non bene identificati.

## La torre e il campanile
La torre, costruita con blocchi squadrati di peperino, ha base quadrata di m 7x7 per un'altezza di 25 metri (30 prima del restauro), ed è munita di un orologio con quadrante in maioliche decorate a mano risalente al 1700.
Il campanile al suo interno ha base quadrata ed un'altezza di 27 metri circa; è separato dalla torre da un'intercapedine di 70 cm ed è composto da blocchi di peperino fino a quota 11 metri, da piccoli conci in pietra calcarea fino a quota 22 metri ed infine da una parte terminale in blocchi squadrati di peperino, con una piccola apertura per lato, di circa 3 metri. Si ritiene che quest'ultima parte sia di poco antecedente alla costruzione della torre, non appena Madruzzo decise di trasformare il campanile in torre di difesa e di avvistamento.

### Entrata
- Si entra nel campanile passando sopra la porta d'ingresso al borgo antico.
- Nei pressi dell'entrata del campanile è presente un'apertura nel pavimento usata in passato per gettare olio bollente sui nemici che tentavano di entrare nel castello.

### Primo piano
- Le finestre presenti al primo piano sono bifore e sorrette da colonne.
- La colonna di sinistra del lato Nord-Ovest del campanile (il lato rivolto verso la chiesa) presenta un telamone, ovvero una figura antropomorfa scolpita nell'atto di sorreggere la colonna.
- Il telamone sul lato Nord-Ovest sembra indossare vesti medievali e dà la schiena alla chiesa. Alcuni studiosi hanno trovato notevoli somiglianze con un telamone presente nella cattedrale svedese di Lund.
- La somiglianza tra i due telamoni si può spiegare col fatto che all'epoca, nel viterbese, erano presenti dei muratori comaschi molto attivi. Aggiungendo la visita che il re di Svezia compì a Bassano sempre in questo periodo, si può dedurre che i due telamoni siano frutto dello stesso stile di quella generazione di muratori lombardi.
- La colonna di destra del lato Nord-Est del campanile (il lato rivolto verso la valle del Tevere) presenta un altro telamone.
- Il telamone sul lato Nord-Est è raffigurato nudo e rivolto con la schiena verso la valle del Tevere; mentre la mano sinistra sembra indicare il suo posteriore, la mano destra sostiene un attributo esageratamente grande. Si crede che la gestualità rappresentata da questo telamone fosse indirizzata a mo' di scherno verso eventuali nemici che giungevano a Bassano dalla valle.
- Il lati Nord-Est (valle del Tevere) e Nord-Ovest (chiesa di S. Maria dei Lumi) del campanile sono quelli più decorati, mentre i lati Sud-Ovest e Sud-Est (ex selva cimina) sono i meno decorati, sebbene quest'ultimo presenti piccoli motivi floreali sui capitelli di alcune colonne.

### Secondo piano
- Le finestre presenti dal secondo piano in poi sono trifore e sono anch'esse sorrette da colonne.
- Le colonne si fanno via via sempre più fini per motivi di stabilità del campanile.
- La colonna di sinistra del lato Nord-Est del campanile è una poco elaborata ma particolare colonna a tortiglione. Alcuni storici hanno ritenuto fosse un riferimento ad una colonna molto simile presente nell'antico tempio di Salomone in Gerusalemme.
- I capitelli (eccetto quelli della trifora a Sud-Ovest) sono decorati sul lato esterno da una rosa sormontata da elementi vegetali stilizzati.

### Terzo piano
- La colonna di destra del lato Nord-Ovest presenta il terzo ed ultimo telamone, mentre la colonna di sinistra è a tortiglione ed è più elaborata di quella al secondo piano.
- Il telamone del terzo piano è raffigurato in posizione seduta con le gambe accavallate. Anch'esso è nudo e presenta un attributo esagerato. La sua postura ha indotto alcuni studiosi ad associarlo allo Spinario, una scultura di origine ellenica oggi esposta ai musei capitolini raffigurante un ragazzo intento a togliersi una spina dal piede. Si è ipotizzato che questa raffigurazione dello Spinario sia ricollegabile alla leggenda del pastorello Marzio di Vitorchiano che, essendo venuto a conoscenza che gli Etruschi e i loro alleati Umbri e Galli stavano approntando un esercito imponente per aggredire di sorpresa Roma, per dare all'esercito romano il tempo di reagire percorse la distanza tra Vitorchiano e Roma correndo; nel tratto di attraversamento della selva cimina, però, una spina maligna si conficcò nel suo piede. Il pastore, giunto a Roma, ebbe appena il tempo di avvertire il Campidoglio dell'imminente pericolo per poi cadere esanime per la stanchezza e per la ferita provocata dalla spina nel piede.

### Quarto piano
- Le colonne sono sottili e semplici.
- Sul lato Nord-Ovest del campanile è possibile ammirare le due campane della torre.
- Sul lato Nord-Est della torre è presente una finestra con vista sulla valle del Tevere.

### Tetto
- Il tetto del campanile è stato dotato di copertura per mezzo di capriata a crociera.
- Da ogni lato della torre è possibile ammirare un preciso panorama.
- Sul lato Nord-Ovest si possono ammirare il Belvedere di Bassano, la chiesa di S. Maria dei Lumi e la chiesa dell’Immacolata Concezione.
- Sul lato Sud-Ovest si possono ammirare la chiesa dell’Immacolata Concezione e, più in fondo, i monti cimini e il comune di Soriano nel Cimino.
- Sul lato Sud-Est si può ammirare l'altura rocciosa del Monte Piglio.
- Sul lato Nord-Est si può ammirare un'ampia panoramica della valle del Tevere, dei paesi umbri confinanti e di parte degli Appennini.
- Sul lato Nord-Est si possono osservare, da sinistra verso destra: la frazione di Porchiano del Monte (Amelia), il comune di Giove, il lago Vadimone, la vecchia stazione di Bassano, il comune di Amelia, il comune di Penna in Teverina, la base dell'aeronautica militare di Orte, la frazione di San Michele (Orte), la frazione di Petignano (Orte) e il comune di Orte]. L'intera veduta è accompagnata dal corso del fiume Tevere, dall'Autostrada del Sole, dalla ferrovia e dalla piana di Lucignano (ovvero la sezione laziale della valle del Tevere).

Il campanile all'interno è stato munito di ascensore per un primo tratto e di una scala interna provvista di ripiani di sosta in corrispondenza delle soglie delle aperture. Il vano tra la torre e il campanile è stato coperto da un vetro armato.

## Galleria d'immagini

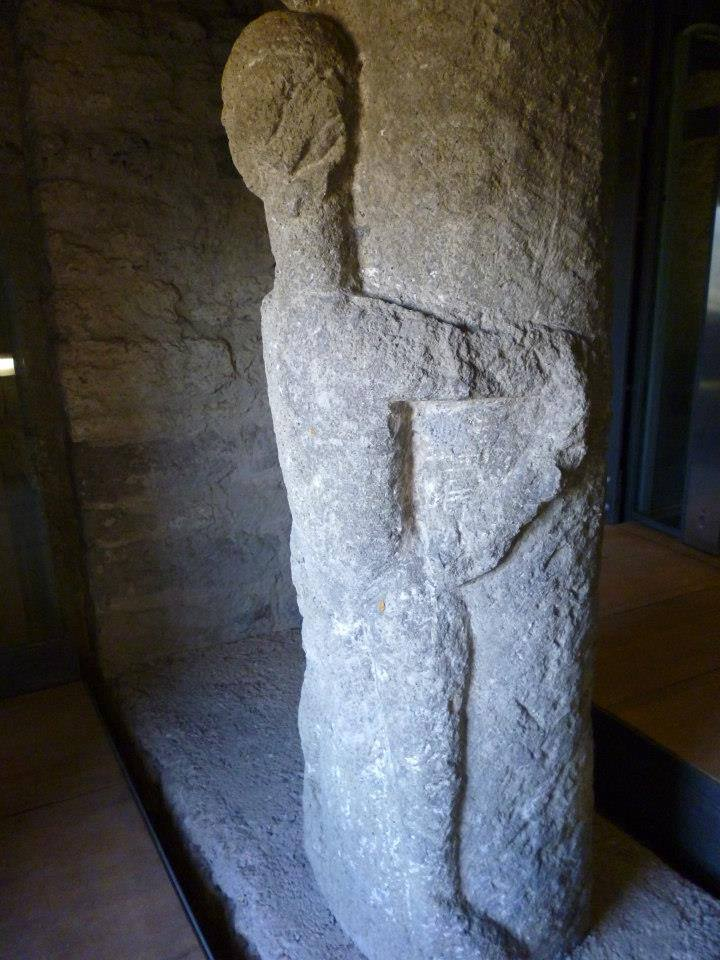
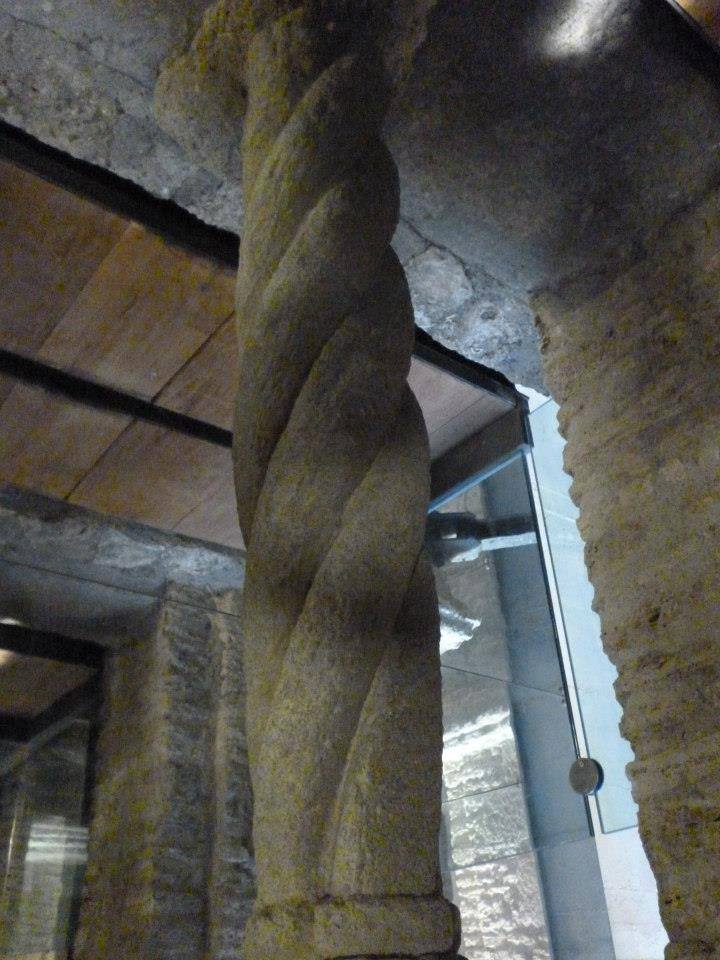
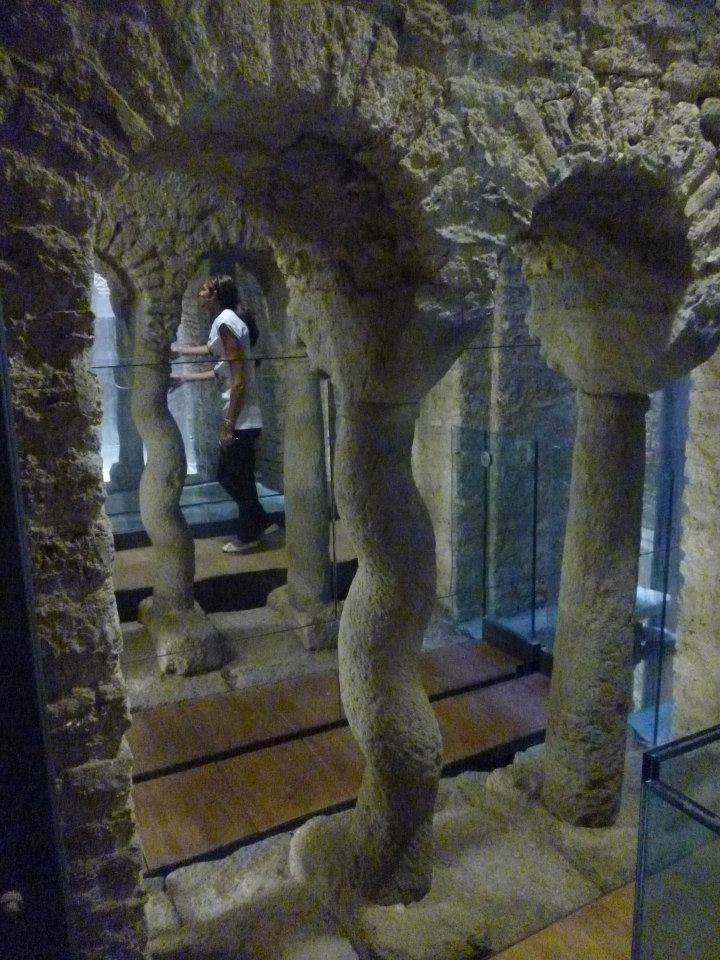
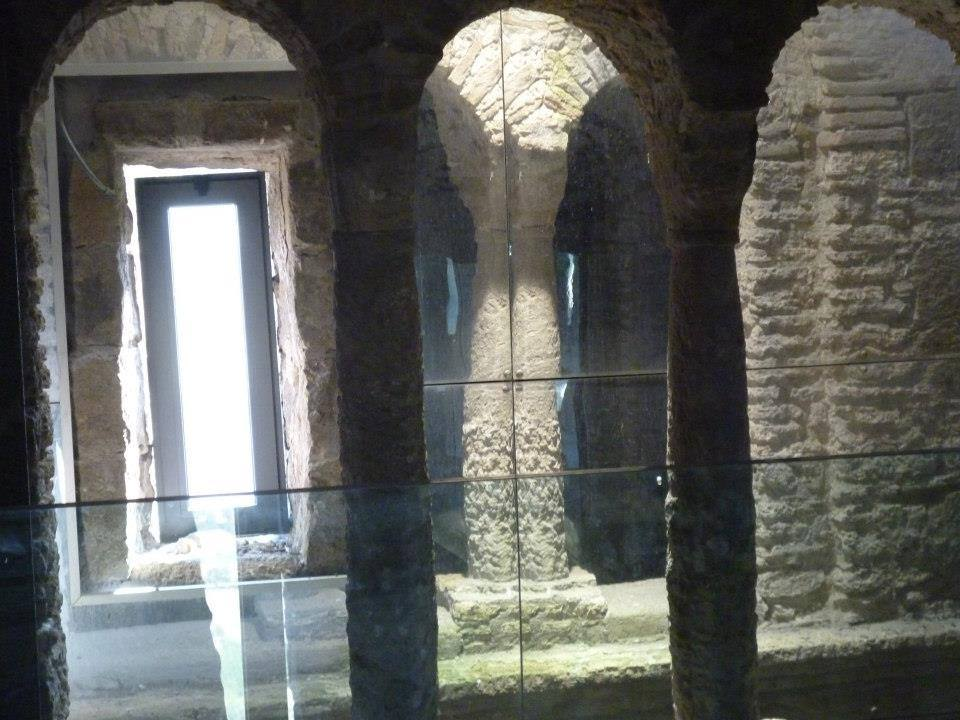
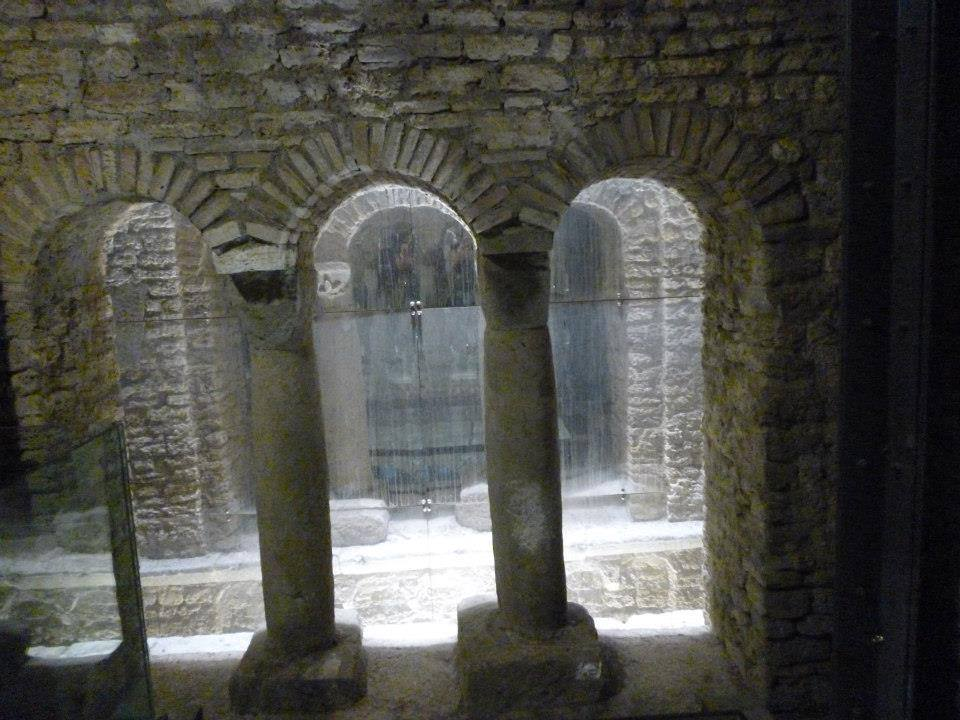